# Maximilian Volke
Maximilian Volke, né le 23 mai 1915 à Munich et mort le 5 septembre 1944 à Mirandola (Modène), est un pilote de chasse allemand.
Il est crédité de 37 victoires pendant la Seconde Guerre mondiale, notamment sur le front de l'Est et lors de la guerre du désert. Il a fait partie de la Jagdgeschwader 77 (JG 77).
Il est mort dans une opération de défense de la ligne gothique.